# 小行星列表/128101-128200
| 名稱                  | 臨時編號   | 發現日期      | 發現地點           | 發現者                         |
| --------------------- | ---------- | ------------- | ------------------ | ------------------------------ |
| 小行星128101          | 2003 PG11  | 2003年8月5日  | 贝尔吉施格拉德巴赫 | 沃尔夫·比克尔                  |
| 小行星128102          | 2003 PA12  | 2003年8月4日  | 索科罗             | 林肯近地小行星研究小组         |
| 小行星128103          | 2003 QW1   | 2003年8月19日 | 帝王台             | 帝王台近地天體巡天             |
| 小行星128104          | 2003 QG4   | 2003年8月18日 | 帝王台             | 帝王台近地天體巡天             |
| 小行星128105          | 2003 QK6   | 2003年8月18日 | 帝王台             | 帝王台近地天體巡天             |
| 小行星128106          | 2003 QQ7   | 2003年8月21日 | 帕洛马山           | 近地小行星追踪                 |
| 小行星128107          | 2003 QY9   | 2003年8月20日 | 芦苇溪             | 约翰·布劳顿                    |
| 小行星128108          | 2003 QP13  | 2003年8月22日 | 帕洛马山           | 近地小行星追踪                 |
| 小行星128109          | 2003 QB14  | 2003年8月20日 | 帕洛马山           | 近地小行星追踪                 |
| 小行星128110          | 2003 QJ15  | 2003年8月20日 | 帕洛马山           | 近地小行星追踪                 |
| 小行星128111          | 2003 QJ17  | 2003年8月22日 | 帕洛马山           | 近地小行星追踪                 |
| 小行星128112          | 2003 QP18  | 2003年8月22日 | 帕洛马山           | 近地小行星追踪                 |
| 小行星128113          | 2003 QK19  | 2003年8月22日 | 索科罗             | 林肯近地小行星研究小组         |
| 小行星128114          | 2003 QW19  | 2003年8月22日 | 帕洛马山           | 近地小行星追踪                 |
| 小行星128115          | 2003 QC26  | 2003年8月22日 | 索科罗             | 林肯近地小行星研究小组         |
| 小行星128116          | 2003 QE30  | 2003年8月22日 | 芦苇溪             | 约翰·布劳顿                    |
| 小行星128117          | 2003 QP33  | 2003年8月22日 | 海勒卡拉           | 近地小行星追踪                 |
| 小行星128118          | 2003 QY33  | 2003年8月22日 | 帕洛马山           | 近地小行星追踪                 |
| 小行星128119          | 2003 QF34  | 2003年8月22日 | 帕洛马山           | 近地小行星追踪                 |
| 小行星128120          | 2003 QS34  | 2003年8月22日 | 帕洛马山           | 近地小行星追踪                 |
| 小行星128121          | 2003 QA35  | 2003年8月22日 | 帕洛马山           | 近地小行星追踪                 |
| 小行星128122          | 2003 QD35  | 2003年8月22日 | 帕洛马山           | 近地小行星追踪                 |
| 小行星128123          | 2003 QR35  | 2003年8月22日 | 帕洛马山           | 近地小行星追踪                 |
| 小行星128124          | 2003 QY38  | 2003年8月22日 | 索科罗             | 林肯近地小行星研究小组         |
| 小行星128125          | 2003 QK39  | 2003年8月22日 | 索科罗             | 林肯近地小行星研究小组         |
| 小行星128126          | 2003 QY39  | 2003年8月22日 | 索科罗             | 林肯近地小行星研究小组         |
| 小行星128127          | 2003 QN40  | 2003年8月22日 | 索科罗             | 林肯近地小行星研究小组         |
| 小行星128128          | 2003 QO40  | 2003年8月22日 | 索科罗             | 林肯近地小行星研究小组         |
| 小行星128129          | 2003 QR40  | 2003年8月22日 | 索科罗             | 林肯近地小行星研究小组         |
| 小行星128130          | 2003 QU44  | 2003年8月23日 | 索科罗             | 林肯近地小行星研究小组         |
| 小行星128131          | 2003 QV44  | 2003年8月23日 | 索科罗             | 林肯近地小行星研究小组         |
| 小行星128132          | 2003 QW45  | 2003年8月23日 | 索科罗             | 林肯近地小行星研究小组         |
| 小行星128133          | 2003 QT46  | 2003年8月24日 | 帕洛马山           | 近地小行星追踪                 |
| 小行星128134          | 2003 QX46  | 2003年8月24日 | 索科罗             | 林肯近地小行星研究小组         |
| 小行星128135          | 2003 QL48  | 2003年8月20日 | 帕洛马山           | 近地小行星追踪                 |
| 小行星128136          | 2003 QR50  | 2003年8月22日 | 海勒卡拉           | 近地小行星追踪                 |
| 小行星128137          | 2003 QQ52  | 2003年8月23日 | 索科罗             | 林肯近地小行星研究小组         |
| 小行星128138          | 2003 QD54  | 2003年8月23日 | 索科罗             | 林肯近地小行星研究小组         |
| 小行星128139          | 2003 QU55  | 2003年8月23日 | 索科罗             | 林肯近地小行星研究小组         |
| 小行星128140          | 2003 QK56  | 2003年8月23日 | 索科罗             | 林肯近地小行星研究小组         |
| 小行星128141          | 2003 QE58  | 2003年8月23日 | 帕洛马山           | 近地小行星追踪                 |
| 小行星128142          | 2003 QH60  | 2003年8月23日 | 索科罗             | 林肯近地小行星研究小组         |
| 小行星128143          | 2003 QS60  | 2003年8月23日 | 索科罗             | 林肯近地小行星研究小组         |
| 小行星128144          | 2003 QA61  | 2003年8月23日 | 索科罗             | 林肯近地小行星研究小组         |
| 小行星128145          | 2003 QL61  | 2003年8月23日 | 索科罗             | 林肯近地小行星研究小组         |
| 小行星128146          | 2003 QO65  | 2003年8月25日 | 帕洛马山           | 近地小行星追踪                 |
| 小行星128147          | 2003 QX68  | 2003年8月24日 | 芦苇溪             | 约翰·布劳顿                    |
| 小行星128148          | 2003 QH69  | 2003年8月23日 | 帕洛马山           | 近地小行星追踪                 |
| 小行星128149          | 2003 QX71  | 2003年8月25日 | 帕洛马山           | 近地小行星追踪                 |
| 小行星128150          | 2003 QL77  | 2003年8月24日 | 索科罗             | 林肯近地小行星研究小组         |
| 小行星128151          | 2003 QZ78  | 2003年8月24日 | 索科罗             | 林肯近地小行星研究小组         |
| 小行星128152          | 2003 QW79  | 2003年8月25日 | 芦苇溪             | 约翰·布劳顿                    |
| 小行星128153          | 2003 QT81  | 2003年8月23日 | 索科罗             | 林肯近地小行星研究小组         |
| 小行星128154          | 2003 QX88  | 2003年8月25日 | 索科罗             | 林肯近地小行星研究小组         |
| 小行星128155          | 2003 QY88  | 2003年8月25日 | 帕洛马山           | 近地小行星追踪                 |
| 小行星128156          | 2003 QK92  | 2003年8月29日 | Needville          | J. Dellinger、P. Garossino     |
| 小行星128157          | 2003 QG94  | 2003年8月28日 | 海勒卡拉           | 近地小行星追踪                 |
| 小行星128158          | 2003 QA96  | 2003年8月30日 | 基特峰             | 太空监视                       |
| 小行星128159          | 2003 QJ100 | 2003年8月28日 | 帕洛马山           | 近地小行星追踪                 |
| 小行星128160          | 2003 QX100 | 2003年8月28日 | 海勒卡拉           | 近地小行星追踪                 |
| 小行星128161          | 2003 QV102 | 2003年8月31日 | 基特峰             | 太空监视                       |
| 小行星128162          | 2003 QC103 | 2003年8月31日 | 基特峰             | 太空监视                       |
| 小行星128163          | 2003 QP103 | 2003年8月31日 | 海勒卡拉           | 近地小行星追踪                 |
| 小行星128164          | 2003 QJ104 | 2003年8月30日 | 芦苇溪             | 约翰·布劳顿                    |
| 小行星128165          | 2003 QR104 | 2003年8月29日 | 索科罗             | 林肯近地小行星研究小组         |
| 小行星128166Carora    | 2003 QQ105 | 2003年8月27日 | 梅里达州           | I. Ferrin、C. Leal             |
| 小行星128167          | 2003 QA106 | 2003年8月30日 | 基特峰             | 太空监视                       |
| 小行星128168          | 2003 QC109 | 2003年8月31日 | 索科罗             | 林肯近地小行星研究小组         |
| 小行星128169          | 2003 RD1   | 2003年9月2日  | 索科罗             | 林肯近地小行星研究小组         |
| 小行星128170          | 2003 RA2   | 2003年9月2日  | 索科罗             | 林肯近地小行星研究小组         |
| 小行星128171          | 2003 RT2   | 2003年9月1日  | 索科罗             | 林肯近地小行星研究小组         |
| 小行星128172          | 2003 RA4   | 2003年9月1日  | 索科罗             | 林肯近地小行星研究小组         |
| 小行星128173          | 2003 RD8   | 2003年9月5日  | 海勒卡拉           | 近地小行星追踪                 |
| 小行星128174          | 2003 RW8   | 2003年9月1日  | 索科罗             | 林肯近地小行星研究小组         |
| 小行星128175          | 2003 RP9   | 2003年9月4日  | 索科罗             | 林肯近地小行星研究小组         |
| 小行星128176          | 2003 RB10  | 2003年9月1日  | 贝尔吉施格拉德巴赫 | 沃尔夫·比克尔                  |
| 小行星128177Griffioen | 2003 RA11  | 2003年9月5日  | Calvin College     | A. Vanden Heuvel               |
| 小行星128178          | 2003 RE12  | 2003年9月13日 | 海勒卡拉           | 近地小行星追踪                 |
| 小行星128179          | 2003 RV12  | 2003年9月14日 | 海勒卡拉           | 近地小行星追踪                 |
| 小行星128180          | 2003 RY13  | 2003年9月15日 | 海勒卡拉           | 近地小行星追踪                 |
| 小行星128181          | 2003 RS14  | 2003年9月13日 | 海勒卡拉           | 近地小行星追踪                 |
| 小行星128182          | 2003 RO18  | 2003年9月15日 | 可可尼诺县         | 洛厄尔天文台近地小行星搜寻计划 |
| 小行星128183          | 2003 RP22  | 2003年9月15日 | 海勒卡拉           | 近地小行星追踪                 |
| 小行星128184          | 2003 RN23  | 2003年9月14日 | 帕洛马山           | 近地小行星追踪                 |
| 小行星128185          | 2003 SP    | 2003年9月16日 | 基特峰             | 太空监视                       |
| 小行星128186          | 2003 SG1   | 2003年9月16日 | 基特峰             | 太空监视                       |
| 小行星128187          | 2003 SJ2   | 2003年9月16日 | 基特峰             | 太空监视                       |
| 小行星128188          | 2003 SB3   | 2003年9月16日 | 帕洛马山           | 近地小行星追踪                 |
| 小行星128189          | 2003 SR6   | 2003年9月17日 | 本森               | 杨光宇                         |
| 小行星128190          | 2003 SW6   | 2003年9月16日 | 基特峰             | 太空监视                       |
| 小行星128191          | 2003 SW8   | 2003年9月17日 | 基特峰             | 太空监视                       |
| 小行星128192          | 2003 SQ11  | 2003年9月16日 | 基特峰             | 太空监视                       |
| 小行星128193          | 2003 SA13  | 2003年9月16日 | 基特峰             | 太空监视                       |
| 小行星128194          | 2003 SP14  | 2003年9月17日 | 基特峰             | 太空监视                       |
| 小行星128195          | 2003 SC17  | 2003年9月17日 | 基特峰             | 太空监视                       |
| 小行星128196          | 2003 SN27  | 2003年9月18日 | 帕洛马山           | 近地小行星追踪                 |
| 小行星128197          | 2003 SR35  | 2003年9月16日 | 可可尼诺县         | 洛厄尔天文台近地小行星搜寻计划 |
| 小行星128198          | 2003 SR39  | 2003年9月16日 | 帕洛马山           | 近地小行星追踪                 |
| 小行星128199          | 2003 SP43  | 2003年9月16日 | 可可尼诺县         | 洛厄尔天文台近地小行星搜寻计划 |
| 小行星128200          | 2003 SE45  | 2003年9月16日 | 可可尼诺县         | 洛厄尔天文台近地小行星搜寻计划 |